# Ohridi-tó
Az Ohridi-tó (macedónul Охридско Езеро / Ohridszko Ezero; albánul Liqeni i Ohrit, gyakran Liqeni i Pogradecit, azaz Pogradeci-tó) a Balkán-félsziget földtörténetileg legrégibb és legmélyebb tava Észak-Macedónia és Albánia határvidékén. A tó sajátos ökoszisztémával rendelkezik, eddig több mint kétszáz csak itt honos endemikus fajt írtak le, s ennek köszönhetően 1979-ben az Ohridi-tó felkerült a UNESCO természeti világörökségi listájára, amelyet 1980-ban Ohrid-régió elnevezéssel kiterjesztettek Ohrid és környéke történelmi és kulturális emlékeire.

## Fekvése
Északkeletről és keletről a Nyugat-Macedón-hegyvidék magaslatai, délről a Korçëi-medence árkos süllyedése, nyugatról pedig a Közép-Albán-hegyvidék zárja közre. Jelentősebb, a partvidékén fekvő települések: Észak-Macedóniában Ohrid és Sztruga, Albániában Pogradec, mellettük több halászfalu.

## Földrajza
Az átlagosan 693 méteres tengerszint feletti magasságban fekvő tó geológiai értelemben a Balkán-félsziget legöregebb tava, mintegy 5 millió évvel ezelőtt, a pliocénban keletkezett geotektonikus depresszió. Területe 358 km². Partvonalának teljes hossza 87,5 kilométer (ebből Észak-Macedóniára 56, Albániára 31,5 kilométer esik). 
A tó átlagos mélysége 155 méter, legmélyebb pontja 288 méter. Vízgyűjtő területe 2600 km2, s elsősorban a tó keleti oldalán lévő föld alatti források táplálják, de a közeli, magasabban fekvő Preszpa-tó vize is az Ohridi-tóba áramlik át, szintén föld alatti járatokon keresztül. Vizének 60%-át a Fekete-Drin vezeti el az Adriai-tengerbe, a fennmaradó rész elpárolog. A viszonylagosan kis méretű vízgyűjtő terület és a szintén csekély elpárolgási veszteség miatt az Ohridi-tó vízkicserélődési ciklusa hetven évre tehető. Források táplálta, szűrt vize kevés mikrobiológiai szennyezéket vagy tápanyagot tartalmaz (oligotróf), oxigénben gazdag, s ennek köszönhetően rendkívül tiszta, helyenként 20 méteres mélységig is le lehet látni.

## Állatvilága
Az Ohridi-tónak – a Bajkál- és a Tanganyika-tóhoz hasonlóan – rendkívül sajátos ökoszisztémája van, az itt élő fajok mintegy fele (a puhatestűek 80%-a) endemikus, azaz csak az Ohridi-tóban honos. Eddig több mint kétszáz endemikus fajt írtak le a fitoplanktonoktól az algákon, a laposférgeken és a puhatestűeken keresztül a gerincesekig. Ez utóbbiak között számon tartanak nyolc ponty- és két lazacfélét (ohridi lazac – Salmo letnica, belvika – Acantholingua ohridana stb.). Bár a legutóbbi időkig csak formai és ökológiai jegyek alapján írták le ezeket a gerinceseket, nemrégiben molekuláris genetikai vizsgálatok igazolták rendszertani helyüket.
Az endemikus fajok mellett jelentős a tónak a part menti nádasokban áttelelő vízi- és ragadozómadár-állománya (borzas gödény, bütykös hattyú, cigányréce, fekete sas, parlagi sas stb.).

## Környezetvédelem
A tó törékeny ökoszisztémáját erősen veszélyezteti a turizmus és a part menti települések lakosságának (88 ezer fő a macedón, 43 ezer az albán oldalon) megnövekedése az elmúlt fél évszázadban. Az 1980-as évek óta évente mintegy 200 ezren keresik fel a tó macedóniai oldalát, s az ellátásukra kiépülő szolgáltató- és vendéglátóipari épületek a tó elszennyezése mellett folyamatosan pusztítják a madár- és halpopuláció életteréül szolgáló nádasokat. A környezetszennyezés és a hosszú vízkicserélődési ciklus következményeképpen az utóbbi években eutrofizáció figyelhető meg a tóban. Ezek mellett további problémákat okoz a tó túlhalászása, albán és macedón részről egyaránt, amelyet időről időre rendeleti úton ugyan szigorítanak, de mások mellett a két endemikus lazacfaj is eltűnőben van.